# 1465
Évszázadok: 14. század – 15. század – 16. század
Évtizedek: 1410-es évek – 1420-as évek – 1430-as évek – 1440-es évek – 1450-es évek – 1460-as évek – 1470-es évek – 1480-as évek – 1490-es évek – 1500-as évek – 1510-es évek
Évek: 1460 – 1461 – 1462 – 1463 –  1464 – 1465 – 1466 – 1467 – 1468 – 1469 – 1470

## Események

### Határozott dátumú események
- január 16. – Mátyás magyar király Janus Pannonius pécsi püspököt és Rozgonyi János tárnokmestert II. Pál pápához küldi, hogy megválasztása alkalmából üdvözöljék és a török háborúról tárgyaljanak. (A pápa 55 200 dukátot ad a török elleni hadjáratra!)
- január 29. – IX. Amadé savoyai herceg (Lajos herceg fia) trónra lépése (1472-ig uralkodik!)
- február 1. – Esztergomban meghal Szécsi Dénes bíboros, érsek. (A király az érsek által az esztergomi székesegyház építésére hagyott 8 ezer aranyforintot lefoglalja a török háború költségeire!)
- február 4. – Mátyás király Sopronnak két országos vásár tartására ad jogot.
- május 29. – II. Pál pápa felhatalmazza Vitéz János esztergomi érseket, fő- és titkos kancellárt és Janus Pannonius pécsi püspököt, hogy Mátyás király kívánságának megfelelően egyetemet (studium generale) létesítsenek Magyarországon.
- július 16. – A montlhéry csata.[1] (XI. Lajos francia király eredménytelen harca a feudális arisztokrácia közélei ligája ellen!)
- szeptember 10. – Mátyás megtiltja Brassónak és a Barcaság lakóinak, hogy a hét szász székben posztót, vásznat és egyéb árucikket kicsiben árusítsanak.
- október 2. – I. Mátyás tudatja II. Pál pápával, hogy mivel a török nem támad, ő sem kezd támadást.

### Határozatlan dátumú események
- az év folyamán
  - VIII. Károly svéd királyt lemondatják. Kettil Karlsson Vasa lesz Svédország régense, de augusztus 11-én meghal.
  - VI. Henrik angol királyt elfogják a yorkiak és a londoni Towerba zárják. Anjou Margit királyné és Edvard walesi herceg Franciaországba menekül.
  - Kassai István elkészíti a bártfai Szent Erzsébet-templom szentségházát.
  - Galeotto Marzio olasz humanista a királyi könyvtár igazgatójaként Mátyás király szolgálatába áll.
- február 16. előtt – Az esztergomi káptalan Mátyás király kívánságára megválasztja esztergomi érsekké Vitéz János váradi püspököt, fő- és titkos kancellárt.

## Születések
- I. Filibert savoyai herceg (†1482)

## Halálozások
- január 29. – Lajos savoyai herceg (* 1402)
- február 1. – Szécsi Dénes bíboros, esztergomi érsek
- március 30. – Chiaromontei Izabella nápolyi királyné (* 1424)
- május - Aaron ben Batash, vezír Marokkóban
- augusztus 11. – Kettil Karlsson Vasa, Svédország régense